# Gunanoot Lake
Gunanoot Lake är en sjö i Kanada.   Den ligger i provinsen British Columbia, i den centrala delen av landet, 3 700 km väster om huvudstaden Ottawa. Gunanoot Lake ligger 974 meter över havet. Arean är 2,5 kvadratkilometer. Den sträcker sig 5,0 kilometer i nord-sydlig riktning, och 3,1 kilometer i öst-västlig riktning.
I omgivningarna runt Gunanoot Lake växer i huvudsak barrskog. Trakten runt Gunanoot Lake är nära nog obefolkad, med mindre än två invånare per kvadratkilometer.